# Kokou Tozoun
Kokou Biossey Tozoun est un diplomate et  homme politique togolais décédé le 29 février 2016.

## Biographie

### Carrière
Après avoir été ministre de la Fonction publique, du Travail et de l'Emploi, Tozoun a été nommé ministre des Affaires étrangères et de la Coopération dans le gouvernement nommé le 29 juillet 2003. Il a été ministre des Affaires étrangères pendant deux ans avant d'être nommé ministre de la Communication et de l'Éducation civique dans le gouvernement nommé le 20 juin 2005. Lors du dialogue intertogolais de 2006, Tozoun a signé l'accord politique global sur le processus électoral au nom du gouvernement le 20 août 2006. Il est limogé du gouvernement en septembre 2006, lorsqu'un gouvernement d'union nationale a été formé. Il occupe le poste de ministre de la Justice de 2007 à mars 2011.
Tozoun a été rapporteur de la Commission électorale nationale indépendante (CENI) lors des élections législatives d'octobre 2007.  À la suite de l'élection, il est nommé ministre de la Justice dans le gouvernement du Premier ministre Komlan Mally, nommé le 13 décembre 2007.
Il est membre du Comité central du Rassemblement du peuple togolais (RPT) de la préfecture du Moyen-Mono depuis le neuvième congrès ordinaire du parti en décembre 2006.
Lorsque l'Assemblée nationale a voté à l'unanimité l'abolition de la peine de mort en juin 2009, Tozoun l'a décrite comme « la meilleure décision que nous ayons prise cette année ».

### Décès
Kokou Biossey Tozoun est décédé le 29 février 2016 à l'âge de 61 ans.